# Менса, Бернард
Бернард Менса (англ. Bernard Mensah; родился 17 октября 1994 года, Аккра, Гана) — ганский футболист, полузащитник клуба «Аль-Таи». Выступал за сборную Ганы.

## Клубная карьера
Менса — воспитанник клуба «Фейеноорд Гана». В 2012 году он подписал контракт с португальским клубом «Витория» из Гимарайнш. В 2013 году Бернард для поучения игровой практики начал выступать за дублирующий состав. 16 августа 2014 года в матче против «Жил Висенте» он дебютировал в Сангриш лиге. В этом же поединке Бернард забил свой первый гол за «Виторию». Летом 2015 года Менса перешёл в испанский «Атлетико Мадрид», подписав контракт на 6 лет. Сумма трансфера составила 10 млн евро. Для получения игровой практики Бернард сразу же был отдан в аренду в «Хетафе». 18 сентября в матче против «Малаги» он дебютировал в Ла Лиге. Летом 2016 года он на правах аренды вернулся в «Виторию».
Летом 2017 года Менса был арендован турецким клубом «Касымпаша». 12 августа в матче против «Аланьяспора» он дебютировал в турецкой Суперлиге. 27 октября в поединке против «Гёзтепе» Бернард забил свой первый гол за «Касымпашу».
Летом 2018 года Менса на правах аренды перешёл в «Кайсериспор». 13 августа в матче против «Антальяспора» он дебютировал за новую команду. 1 сентября в поединке против «Фенербахче» Бернард забил свой первый гол за «Кайсериспор». По итогам сезона клуб выкупил трансфер игрока. Сумма составила 3,6 млн евро.

## Международная карьера
8 июня 2015 года в товарищеском матче против сборной Того Менса дебютировал за сборную Ганы. В этом же поединке он забил свой первый гол за национальную команду.